# Mike Aigroz
Mike Aigroz (Château-d'Œx, 23 de febrero de 1978) es un deportista suizo que compitió en triatlón. Ganó una medalla de plata en el Campeonato Europeo de Triatlón de Larga Distancia de 2012.

## Palmarés internacional
| Campeonato Europeo | Campeonato Europeo | Campeonato Europeo | Campeonato Europeo |
| Año                | Lugar              | Medalla            | Prueba             |
| ------------------ | ------------------ | ------------------ | ------------------ |
| 2012               | Roth (Alemania)    | Medalla de plata   | Individual         |